# 江变纪略
《江变纪略》，一本记述明末金声桓、王得仁、姜曰广等人在南昌反正抗清的历史著作。
作者是南昌府新建县人徐世溥，明末知名文人。